# كوباسوس
كوباسوس (بالإنجليزية: Kopassus)‏ هي فرقة القوات الخاصة في الجيش الإندونيسي وتقوم بتنفيذ عمليات خاصة لصالح الحكومة الإندونيسية. تم إنشاء الكوباسوس في 16 أبريل 1952 واشتهرت بمحاربة خطف الطائرات واحتجاز الرهائن، واكتسبت اهتمامًا عالميًا بعد عملية Garuda Flight 206 التي انتهت بمقتل ثلاثة من جماعة إسلامية متطرفة قاموا باختطاف طائرة نقل ركاب، وانتهت العملية بتحرير 50 راكبًا.